# مزوتور
شهر مزوتور (به مجاری: Mezőtúr) در یاس-نادی‌کون-سولنوک در کشور مجارستان واقع شده است. جمعیت این شهر ۱۸٫۶۵۳ نفر است.

## جستارهای وابسته

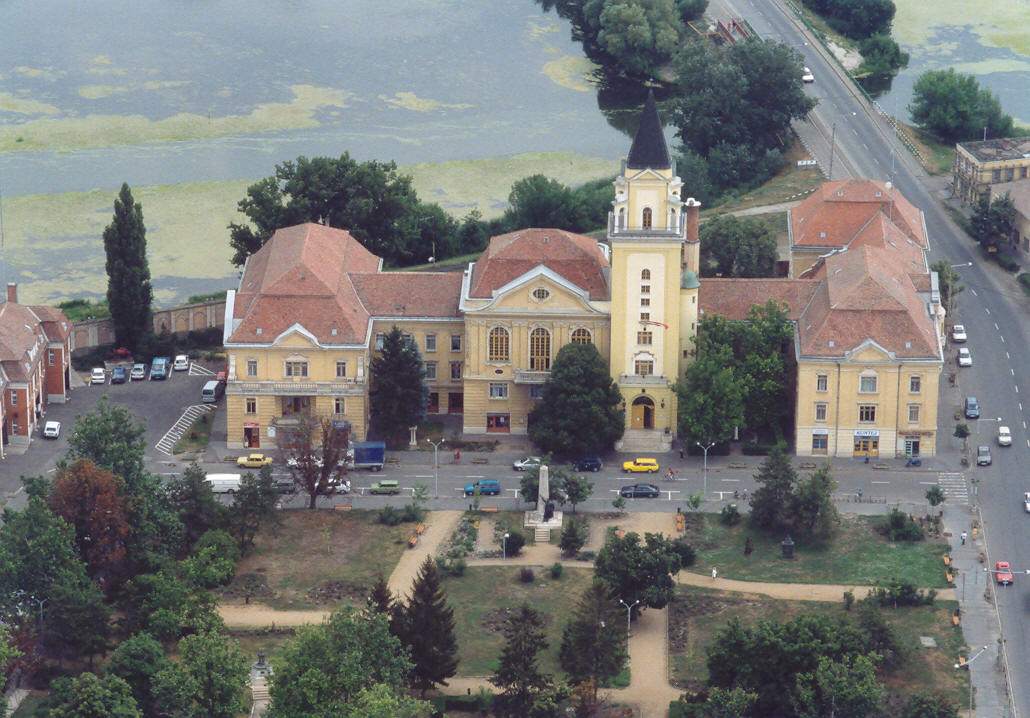